# 德魯大學
德魯大學（Drew University）是位於美國新澤西州麥迪遜的一所私立大學，因爲校區位于186英畝（75公頃）的森林中而得到暱稱“森林大學”（University in the Forest） 。該大學創立于1867年，本是美國商人丹尼爾·德魯為衛理公會成立的神學院，1928年擴大成爲文理學院，1955年開始接受研究生入學。其本科生學費在2015-2016學年間達59,661美元，使其成爲新澤西州内學費最貴的大學。 該學院在2015年《美國新聞與世界報道》的全美文理學院排名中列在第112位。

## 校區

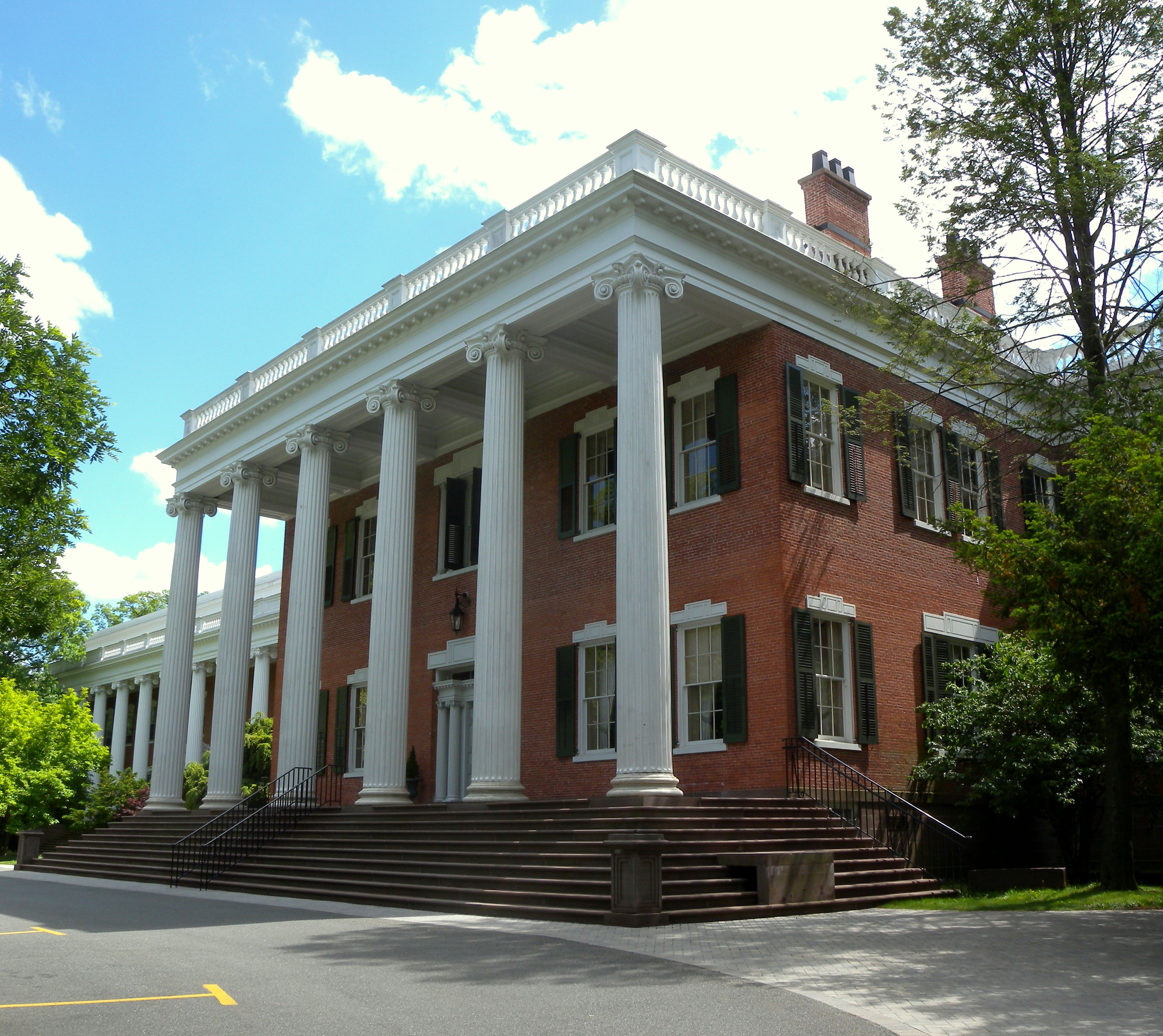
Mead Hall

該大學位於美國新澤西州麥迪遜，東距紐約市25英里。大學校區用地和部分建築原屬經營船隻業務的商人威廉·吉布森（William Gibbons，1794–1852），他在1832年買下了麥迪遜95英畝（38公頃）的土地。次年他開始此建造一座希臘復興式建築，用作自宅。該建築在1936年完工，即Gibbons Mansion。1867年鐵路大亨丹尼爾·德魯從吉布森的後人手中以14萬美元的價格買下這塊地方，然後將其捐給了衛理公會，吉布森的住宅也依德魯之妻羅莎娜·米德（Roxanna Mead）之名改爲Mead Hall。
後來德魯大學建造的建築主要為希臘復興式、哥特復興式和新古典主義式。所處的森林則是一個保護區，由該大學和輝瑞公司、美國魚類及野生動物保護局維護。森林裡還有两個池塘，生活着各種魚類和水鳥。

## 擴展閲讀
- Cunningham, John (2002). University in the Forest: The Story of Drew University (third edition). ISBN 0-89359-017-7.

## 外部連結
- Official website （页面存档备份，存于）
- Official athletics website （页面存档备份，存于）
- Presidents of Drew University （页面存档备份，存于）
- The Acorn （页面存档备份，存于）
- . . 1905.

40°45′40″N 74°25′37″W / 40.761°N 74.427°W